# Venus награда
Наградите Venus (на английски: Venus Awards) се връчват за постижения в областта на порнографията. Те се организират и провеждат по време на еротичния фестивал в Берлин, Германия от 1994 до 2004 г. В периода 2005 – 2009 г. на фестивала в Берлин се връчват т.нар. Eroticline награди (на английски: Eroticline Awards). През 2010 г. наградите Venus са възстановени.

## Носители на наградата

### 1997
- Най-добра актриса в Европа: Сара Юнг  Великобритания
- Най-добър актьор в Европа: Роко Сифреди  Италия
- Най-добра актриса в Германия: Кели Тръмп  Германия
- Най-добра актриса в САЩ: Ребека Уайлд
- Най-добър режисьор на серии: Хари С. Морган  Германия

### 1998
- Най-добра актриса в Европа: Таня Русоф  Латвия
- Най-добра нова актриса в Германия: Донна Варгас  Бразилия
- Най-добра международен филм: Baron Of Darkness, Hauptdarstellerin: Madalina Ray  Германия

### 1999
- Най-добра актриса в Германия: Кели Тръмп  Германия
- Най-добра нова актриса в Германия: Джина Уайлд  Германия
- Най-добър международен филм: Private Black Label 9: Sex Shot  Испания

### 2000
- Най-добра актриса в света: Бетина Кембъл  Суринам
- Най-добра актриса в Европа: Бетина Кембъл  Суринам
- Най-добра актриса в Германия: Джина Уайлд  Германия
- Най-добра актриса в САЩ: Тина Чери  САЩ
- Най-добър актьор в Европа: Роко Сифреди  Италия
- Най-добър актьор в Германия: Титус Стийл  Румъния
- Най-добра нова актриса в Германия: Джулия Тейлър  Унгария
- Най-добра нов актьор в Германия: Мануел Росари  Германия

### 2001
- Най-добра актриса в Европа: Моник Ковет  Унгария
- Най-добра актриса в Германия: Кели Тръмп  Германия
- Най-добра актриса в САЩ: Тина Чери  САЩ
- Най-добър актьор в Европа: Тони Рибас  Испания
- Най-добър актьор в Германия: Зенза Раги  Мароко
- Най-добра нова актриса в Германия: Ана Нова  Германия
- Почетна награда: Тереза Орловски  Полша/ Германия

### 2002
24 – 27 октомври 2012 г., „Хотел Берлин“, Берлин, Германия.
- Най-добра актриса в Източна Европа: Моник Ковет  Унгария и Рита Фалтояно  Унгария
- Най-добра актриса в Германия: Манди Мистъри  Германия и Изабел Голдън  Германия
- Най-добра актриса в САЩ: Джоди Мур  Австралия и Тера Патрик  САЩ
- Най-добър актьор в Европа: Тони Рибас  Испания
- Най-добър режисьор в Европа: Антонио Адамо  Италия и Марио Салиери  Италия
- Най-добър режисьор в САЩ: Андрю Блейк  САЩ
- Най-добра нова актриса в Германия: Кира Шейд  Германия
- Най-добър филм в Европа: The Private Gladiator  Испания
- Най-добър филм в Европа: Perfect  САЩ
- Най-добра кампания на продукция в Германия: The Private Gladiator  Испания

### 2003
- Най-добра актриса в Европа: Джулия Тейлър  Унгария
- Най-добра актриса в Германия: Денис Ла Бухе  Германия
- Най-добра актриса в Унгария: Мишел Уайлд  Унгария
- Най-добра актриса във Франция: Мелани Кост  Франция
- Най-добра актриса в Скандинавия: Таня Хансен  Норвегия
- Най-добър актьор в Европа: Роко Сифреди  Италия
- Най-добър актьор в САЩ: Лексингтън Стийл  САЩ
- Най-добра нова актриса в Европа: Лаура Ейнджъл  Унгария
- Най-добра нова актриса в Германия: Шарън да Вейл  Германия
- Най-добра нова актриса в Унгария: Мая Голд  Унгария
- Най-добра нова актриса в САЩ: Сънрайс Адамс  САЩ
- Специална награда на журито: Доли Бъстър  Чехия

### 2004
- Най-добра актриса в Германия: Тайра Мизукс  Германия
- Най-добра актриса в Унгария: Ники Блонд  Унгария
- Най-добра актриса в Европа: Кацуни  Франция
- Най-добра актриса в САЩ: Джеси Джейн  САЩ
- Най-добър актьор в Германия: Маркус Ваксенегер  Австрия
- Най-добър актьор в Европа: Начо Видал  Испания
- Най-добра нова актриса в Германия: Вивиан Шмит  Германия
- Най-добра нова актриса във Франция: Присила Сол  Бразилия
- Най-добра нова актриса в Европа: Кристина Бела  Унгария
- Най-добра международна актриса (награда на журито): Катя Касин  Германия
- Специална актриса (награда на журито): Моник Ковет  Унгария

### 2005 – 2009
Виж Eroticline награда.

### 2010
- Най-добра актриса в Европа: Блек Анджелика  Румъния
- Най-добра актриса в САЩ: Кейдън Крос  САЩ
- Най-добра актриса в Германия: Джесмин Руж  Румъния
- Най-добра нова актриса в Германия: Миа Магма  Германия
- Порнозвезда на годината: Шарън да Вейл  Германия
- Най-добра аматьорска актриса в Европа: Кати Голд  САЩ
- Най-добър международен актьор: Титус Стийл  Румъния

### 2011
- Най-добра актриса: Роберта Джема  Италия
- Най-добра нова актриса: Анна Полина  Франция
- Бележит актьорски прогрес: Лена Нитро  Германия
- Най-добро телевизионно представяне на еротична звезда: Стела Стайлс  Германия

### 2012
14-ата церемония по връчване на наградите Venus е проведена на 18 октомври 2012 г. в нощен клуб Гоя в Берлин, Германия. Категориите награди се отнасят само за Германия. Не се предвиждат категории за постижения в порнографията в Европа и света.
- Най-добра актриса: Лена Нитро  Германия
- Най-добър актьор: Маркус Ваксенегер  Австрия
- Най-добър новак (жена): Ксания Вит  Германия
- Най-добър режисьор: Джон Томпсън  Германия
- Награда на журито за еротичен модел на годината: Микаела Шефер  Германия
- Crossover звезда: Роберта Джема  Италия
- Награда на журито за цялостно творчество (жена): Биджи Бардот  Германия
- Награда на журито за цялостно творчество (мъж): Рон Джереми  САЩ

### 2013
Церемонията се състои на 17 октомври 2013 г. в хотел „Елингтън“ в Берлин, Германия. Категориите награди се отнасят за постижения в порнографията в Германия, с изключение на наградата за най-добра международна актриса.
- Най-добра актриса: Лена Нитро  Германия
- Най-добра международна актриса: Кристи Мак  САЩ
- Най-добър актьор: Крис Хилтън
- Най-добър новак (жена): Лекси Рокс  Германия
- Най-добър режисьор: Тим Грензверт
- Награда на журито: Тексас Пати

### 2014
- Най-добра национална актриса: Джули Хънтър  Германия
- Най-добра международна актриса: Бони Ротън  САЩ
- Най-добра новачка: Натали Хот  Германия
- Най-добра MILF: Лили Лейдина  Германия
- Най-добър филм: „Rollergirl“
- Награда на журито за най-добра порнокариера: Салма де Нора  Испания
- Награда на журито за най-добър еротичен модел: Микаела Шефер  Германия
- Награда на журито за цялостно творчество: Джеси Джейн  САЩ

### 2015
- Най-добра национална актриса: Тексас Пати  Германия
- Най-добра MILF: Джулия Пинк  Германия
- Награда на журито за най-добра порно двойка: Аника Олбрайт и Мик Блу